# Rie Yoshida
Rie Yoshida (15 maggio 2000) è una nuotatrice artistica giapponese.

## Palmarès
- Mondiali

Budapest 2022: argento nel team tecnico e nel combined.